# Dana Abdulrazak
Dana Abdulrazak (ur. 3 stycznia 1986) – iracka lekkoatletka specjalizująca się w biegach sprinterskich.
Bez większych sukcesów startowała w 2006 roku na igrzyskach azjatyckich. Wicemistrzyni igrzysk panarabskich w biegu na 100 metrów z Kairu (2007). Uczestniczyła (była jedyną kobietą w składzie reprezentacji Iraku) w igrzyskach olimpijskich w Pekinie odpadając w eliminacjach biegu na 100 metrów (z czasem 12,36). W 2009 zdobyła – ustanawiając wynikiem 11,99 rekord kraju – brązowy medal mistrzostw panarabskich. Na igrzyskach azjatyckich w roku 2010 najlepiej wypadła w sztafecie 4 x 400 metrów zajmując piąte miejsce. Podczas mistrzostw Azji z Kobe (2011) wraz z koleżankami z reprezentacji zdobyła srebrny (po dyskwalifikacji za doping sztafety Kazachstanu) medal, poprawiając rekord Iraku, w biegu rozstawnym 4 x 400 metrów jednak po przyłapaniu na stosowaniu dopingu jej koleżanki z reprezentacji Kolestan Mahmoud medal ten został Irakijkom zabrany. Pod koniec sezonu 2011 zdobyła także trzy medale mistrzostw panarabskich oraz trzy krążki igrzysk panarabskich. Medalistka mistrzostw Azji Zachodniej w Dubaju (2012). W maju 2013 triumfowała w biegu na 200 metrów w trakcie trwania mistrzostw panarabskich w Dosze.
Rekordy życiowe: bieg na 60 metrów (hala) – 7,50 (3 marca 2019, Teheran) rekord Iraku; bieg na 100 metrów – 11,24 (17 czerwca 2021, Radis), rekord Iraku; bieg na 200 metrów – 22,51 (20 czerwca 2021, Radis), rekord Iraku; bieg na 400 metrów – 54,78 (27 września 2014, Inczon).